# Adansonija
Adansonija (Baobab; lat. Adansonia) je rod biljaka porodice Malvaceae s karakterističnim širokim i visokim drvom. Naraste do 30 m u visinu i 8 m u širinu. Ime potječe iz arapskog jezika, u kojemu se biljka naziva bu bibab, što znači voćka s mnogo zrnja. Potječe s Madagaskara gdje je nacionalni simbol. Raširen je po savanama u Africi i Australiji. Još se naziva drvo majmunskog kruha. Unutar stabla se često skuplja voda te se baobab često koristi kao spremnik vode u sušnom području. U Africi se lišće i jezgra plodova koristi za prehranu.
Po zastarjeloj klasifikaciji ovaj rod pripadao je porodici simalovki ili Bombacaceae, danas potporodica Bombacoideae Burnett.

## Vrste
1. Adansonia digitata L.
2. Adansonia grandidieri Baill.
3. Adansonia gregorii F.Muell.
4. Adansonia madagascariensis Baill.
5. Adansonia perrieri Capuron
6. Adansonia rubrostipa Jum. & H.Perrier
7. Adansonia suarezensis H.Perrier
8. Adansonia za Baill.

## Zanimljivosti
U eritrejskom gradu Kerenu nalazi se kapela Sv. Marije uređena unutar stabla baobaba.